# Habitatge al passeig del Vall, 32 (Tremp)
L'Habitatge al passeig del Vall, 32 és un edifici de Tremp (Pallars Jussà) protegit com a Bé Cultural d'Interès Local.

## Descripció
Es tracta d'un edifici que ocupa part d'una illeta que dona a tres carrers diferents, Passeig del Vall, Plaça Princesa Sofia i Carrer Peressall. L'edifici consta d'una construcció de cinc altures, planta baixa, tres pisos i terrat. Destaca la decoració de la façana mitjançant esgrafiats simulant carreus, així com la utilització d'alguns elements classicistes: el ràfec en forma de cornisa motllurada amb daus decoratius així com la balustrada que tanca el terrat. Destaca també el balcó corregut per dues de les façanes (Passeig del Vall i Carrer Peressall), amb la barana metàl·lica molt decorada i amb el perfil ondulat.